# Davidlivingstonia
Davidlivingstonia is een geslacht van vlinders van de familie van de Houtboorders (Cossidae). De wetenschappelijke naam en de beschrijving van dit geslacht zijn voor het eerst gepubliceerd in 2020 door Roman Viktorovitsj Jakovlev.
De soorten van dit geslacht komen voor in tropisch Afrika.

## Soorten
- Davidlivingstonia boisduvalii (Herrich-Schäffer, 1854)
- Davidlivingstonia lenzi Yakovlev, 2020
- Davidlivingstonia mooseri Yakovlev, Müller, Saldaitis & Prozorov, 2025
- Davidlivingstonia prozorovi Yakovlev, 2020
- Davidlivingstonia staudei Yakovlev, 2020